# Беннінгтон (Небраска)
Беннінгтон (англ. Bennington) — місто (англ. city) в США, в окрузі Дуглас штату Небраска. Населення — 2026 осіб (2020).

## Географія
Беннінгтон розташований за координатами 41°22′3″ пн. ш. 96°9′41″ зх. д. / 41.36750° пн. ш. 96.16139° зх. д. (41.367617, -96.161407).  За даними Бюро перепису населення США в 2010 році місто мало площу 2,19 км², з яких 2,16 км² — суходіл та 0,02 км² — водойми.

## Демографія
Згідно з переписом 2010 року, у місті мешкало 1458 осіб у 556 домогосподарствах у складі 388 родин. Густота населення становила 667 осіб/км².  Було 626 помешкань (286/км²).
Расовий склад населення:
| - 96,9 % — білих - 0,8 % — чорних або афроамериканців - 0,2 % — корінних американців - 0,1 % — азіатів - 1,0 % — осіб інших рас |

До двох чи більше рас належало 1,0 %. Частка іспаномовних становила 1,9 % від усіх жителів.
За віковим діапазоном населення розподілялося таким чином: 29,9 % — особи молодші 18 років, 57,1 % — особи у віці 18—64 років, 13,0 % — особи у віці 65 років та старші. Медіана віку мешканця становила 37,1 року. На 100 осіб жіночої статі у місті припадало 91,8 чоловіків;  на 100 жінок у віці від 18 років та старших — 88,6 чоловіків також старших 18 років.
Середній дохід на одне домашнє господарство  становив 74 449 доларів США (медіана — 61 250), а середній дохід на одну сім'ю — 93 895 доларів (медіана — 78 333). Медіана доходів становила 60 500 доларів для чоловіків та 37 396 доларів для жінок. За межею бідності перебувало 8,2 % осіб, у тому числі 5,7 % дітей у віці до 18 років та 7,7 % осіб у віці 65 років та старших.
Цивільне працевлаштоване населення становило 829 осіб. Основні галузі зайнятості: освіта, охорона здоров'я та соціальна допомога — 29,3 %, фінанси, страхування та нерухомість — 14,2 %, роздрібна торгівля — 10,4 %, транспорт — 8,0 %.